# Amazona violacea
El Amazona de Guadalupe (Amazona violacea) o loro de Guadalupe, es una especie hipotética extinta de loro que se cree que fue endémica de la región de las islas de las Antillas Menores de Guadalupe. Mencionado y descrito por escritores de los siglos XVII y XVIII, recibió un nombre científico en 1789. Se trasladó al género Amazona en 1905 y se cree que estuvo relacionado con, o posiblemente el mismo, el Amazonas imperial existente. Un tibiotarso canción y un hueso ulna de la isla de María Galante pueden pertenecer al Amazonas de Guadalupe. En 1905, también se afirmó que una especie de guacamayo violeta extinto vivía en Guadalupe, pero en 2015 se sugirió que se basaba en una descripción de la Amazonia de Guadalupe.
Según descripciones contemporáneas, la cabeza, el cuello y las partes inferiores del Amazonas de Guadalupe eran principalmente violeta o pizarra, mezclados con verde y negro; el dorso era de color verde pardusco; y las alas eran verdes, amarillas y rojas. Tenía plumas iridiscentes y podía levantar una "gorguera" de plumas alrededor de su cuello. El pájaro se alimentaba de frutas y nueces, y el macho y la hembra se turnaban para sentarse en el nido. Fue devorado por colonos franceses, quienes también destruyeron su hábitat. Raro en 1779, parece haberse extinguido a fines del siglo XVIII.

## Distribución
Esta especie era endémica de las islas de Guadalupe, un pequeño archipiélago de las Antillas, en el mar Caribe, el cual forma un departamento de ultramar de Francia. Se encuentra a 600 km al norte de las costas de América del Sur y al sureste de la República Dominicana.

## Descripción
Esta especie extinta probablemente se parecía mucho al loro imperial (Amazona imperialis), aunque era más grande.
Aunque no se conserva ningún ejemplar, su existencia fue dada a conocer en detalle, entre otros, por el botánico francés Jean-Baptiste Du Tertre en 1654 y 1667, luego por el padre Jean-Baptiste Labat en 1742, y por el zoólogo y filósofo francés Mathurin Jacques Brisson en 1760, antes de ser descrita para la ciencia por Johann Friedrich Gmelin en 1789.

## Extinción
Esta especie ha desaparecido de esas islas en el siglo XVIII. En 1779 Buffon registró a la especie como muy rara, por lo que se presume extinguida poco después.
Se supone que la caza como alimento pudo ser una de las causas de su desaparición, pues según Jean-Baptiste Du Tertre era un plato de su elección. 
Al no haberse podido conservar algún ejemplar en un museo, es muy difícil llegar a establecer cuales eran las relaciones taxonómicas de este loro, por lo que se lo puede tratar de igual modo sólo como un taxón, o también entre las especies hipotéticas.